# Jack Gibson

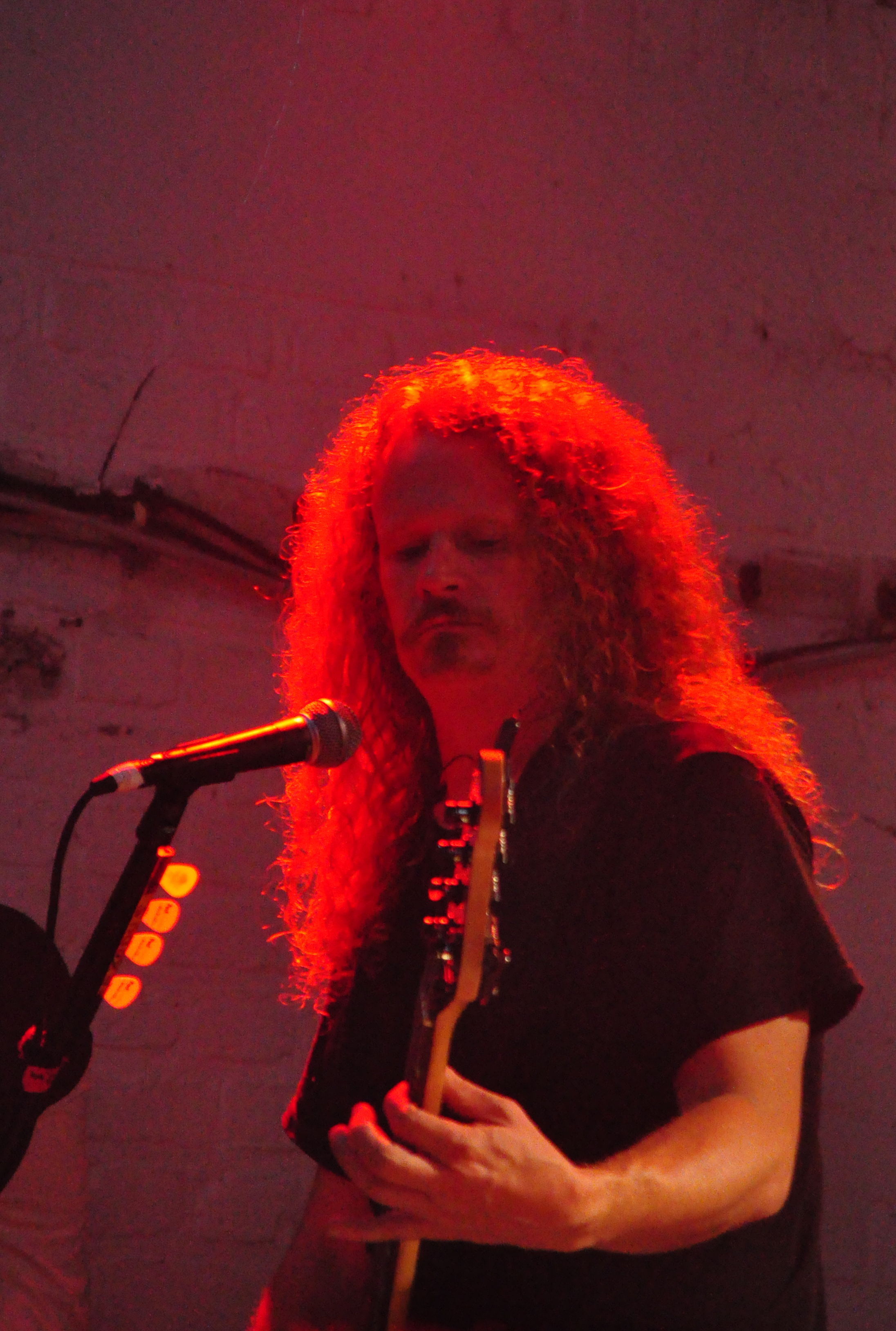
Jack Gibson

Jack Gibson (4 september 1969) is een Amerikaanse bassist die vooral bekend is van de Thrashmetal-band Exodus. Voordat hij bij Exodus kwam, speelde Gibson in de bands Circle of Vengeance, Dawn of Morgana en Wardance. Bij die laatste speelden ook Gary Holt en Tom Hunting, twee leden van Exodus. Met Circle of Vengeance werd een demo opgenomen, maar deze werd nooit uitgebracht.
Het eerste optreden van Gibson bij Exodus was tijdens de kortdurende reünie van de band in 1997-1998. In 2001 keerde Gibson terug bij Exodus als bassist. Hij bleef voor de groep spelen na de ingrijpende bezettingswisseling in 2005. Gibson wordt geprezen om zijn bassignatuur, waarmee hij zich naadloos wist te voegen naar het oudere geluid van Exodus.
In 2008 bracht hij met de band Vile een single uit: Wolf at Your Door.
In 2013 viel Gibson in tijdens de Noord-Amerikaanse tour van de band Testament, nadat bassist Greg Christian deze band had moeten verlaten.
Met Tom Hunting speelt Gibson in Coffin Hunter, een country-bluegrassband.

## Discografie
Exodus
- Another Lesson in Violence (1998)
- Tempo of the Damned (2004)
- Shovel Headed Kill Machine (2005)
- The Atrocity Exhibition ... Exhibit A (2007)
- Exhibit B: The Human Condition (2010)
- Blood In, Blood Out (2014)
- Persona Non Grata (2021)

Vile
- Wolf at Your Door (2008)